# Congrès démocratique africain
Le Congrès démocratique africain (en anglais : African Democratic Congress ; ACD) est un parti politique nigérian. 
Depuis 2022, Ralph Nwosu (en) en est le président national. Le parti compte actuellement deux représentants à la Chambre des représentants, mais aucun membre au Sénat.

## Histoire
Le parti se nommait à l'origine Alliance pour le changement démocratique lorsqu'il est formé en 2005, mais il a été rebaptisé en Congrès démocratique africain au moment où le parti est enregistré auprès de la Commission électorale nationale indépendante nigériane (INEC). L'objectif de ce changement de nom est que le parti soit en mesure « d'englober et de refléter efficacement les aspirations de notre peuple ». Le siège de l'ADC est situé à Abuja.